# 3145 Walter Adams
3145 Walter Adams este un asteroid din centura principală, descoperit pe 14 septembrie 1955 de Goethe Link Obs..